# Casa Francesc Granés
La Casa Francesc Granés és una obra noucentista de Cardedeu (Vallès Oriental) inclosa a l'Inventari del Patrimoni Arquitectònic de Catalunya.

## Descripció
Habitatge entre mitgeres amb dues plantes i golfes. La coberta és a dues vessants. Té un sòcol de pedra molt alt, fins a la porta. La façana és simètrica llevat de la porta d'accés per la qual perd simetria. Té tres tipus diferents d'obertures, segons la planta. A la planta baixa, obertures de llinda plana amb cimaci. Al primer pis hi ha una finestra d'arc escarser amb llinda de maó i una cornisa, també de maó que travessa la façana. Les golfes són finestres apaïsades d'arc escarser i llinda de maó. Entre elles i a cada costat hi ha elements verticals acabats en una motllura que sosté el gran ràfec de la casa.

## Història
L'octubre de 1908 es va demanar el permís per a edificar aquesta casa. Francesc Granes va encarregar el projecte a M. J. Raspall perquè necessitava una casa per al majordom que tenien a l'Alqueria Cloelia, que li havia regalat la seva dona feia quatre anys.
La casa es construí al llarg dels anys 1909-1910, d'acord amb el croquis del projecte original, i no ha sofert gairebé cap modificació. Posteriorment va pertànyer a la família Comas. Es conserva en molt bon estat.